# صيادو الألب

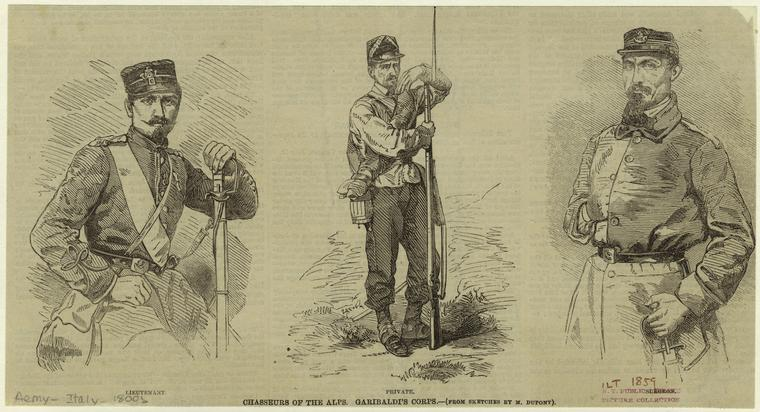
زي صيادي الألب

صيادوا الألب فرقة عسكرية خاصة أنشأها جوزيبي غاريبالدي في كونيو في 20 فبراير/ شباط 1859 لمساعدة الجيش النظامي السرديني لتحرير الجزء الشمالي من إيطاليا في الحرب النمساوية السردينية.